# ヒスイ製勾玉

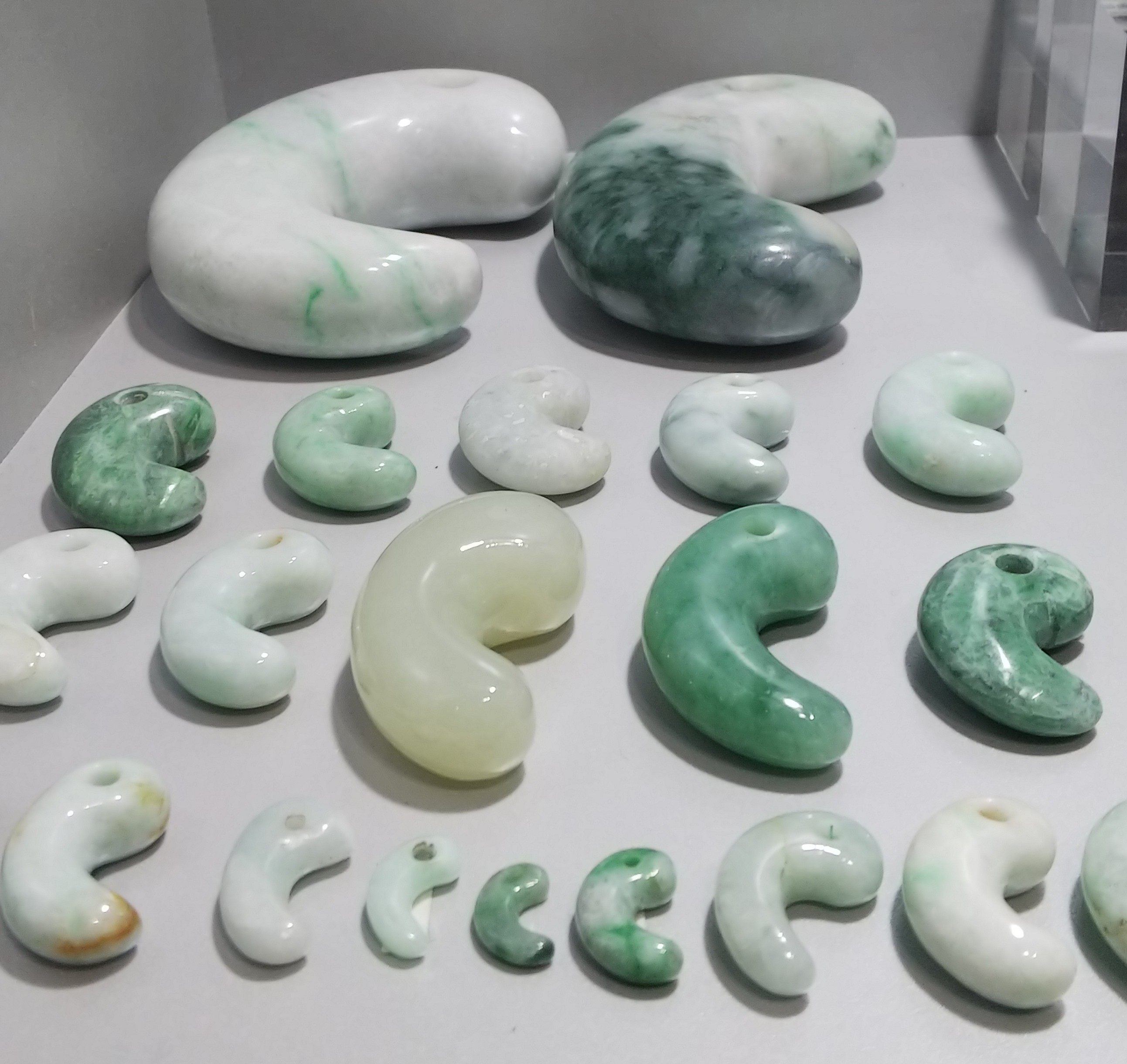
ヒスイ勾玉のレプリカ（フォッサマグナミュージアム、2018年8月19日）

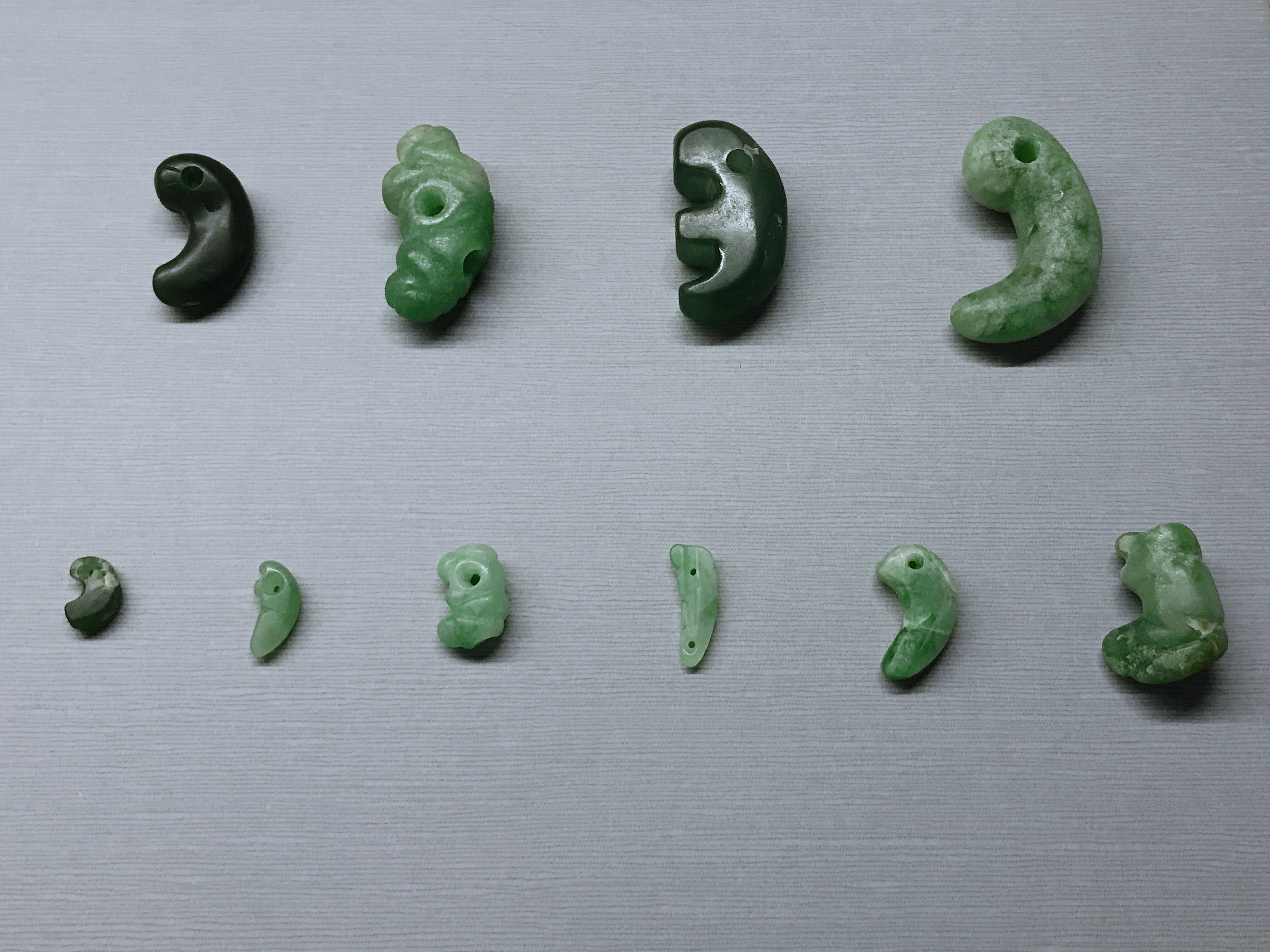
宇木汲田遺跡（佐賀県）で出土した弥生時代中期の糸魚川産ヒスイ（硬玉）製勾玉

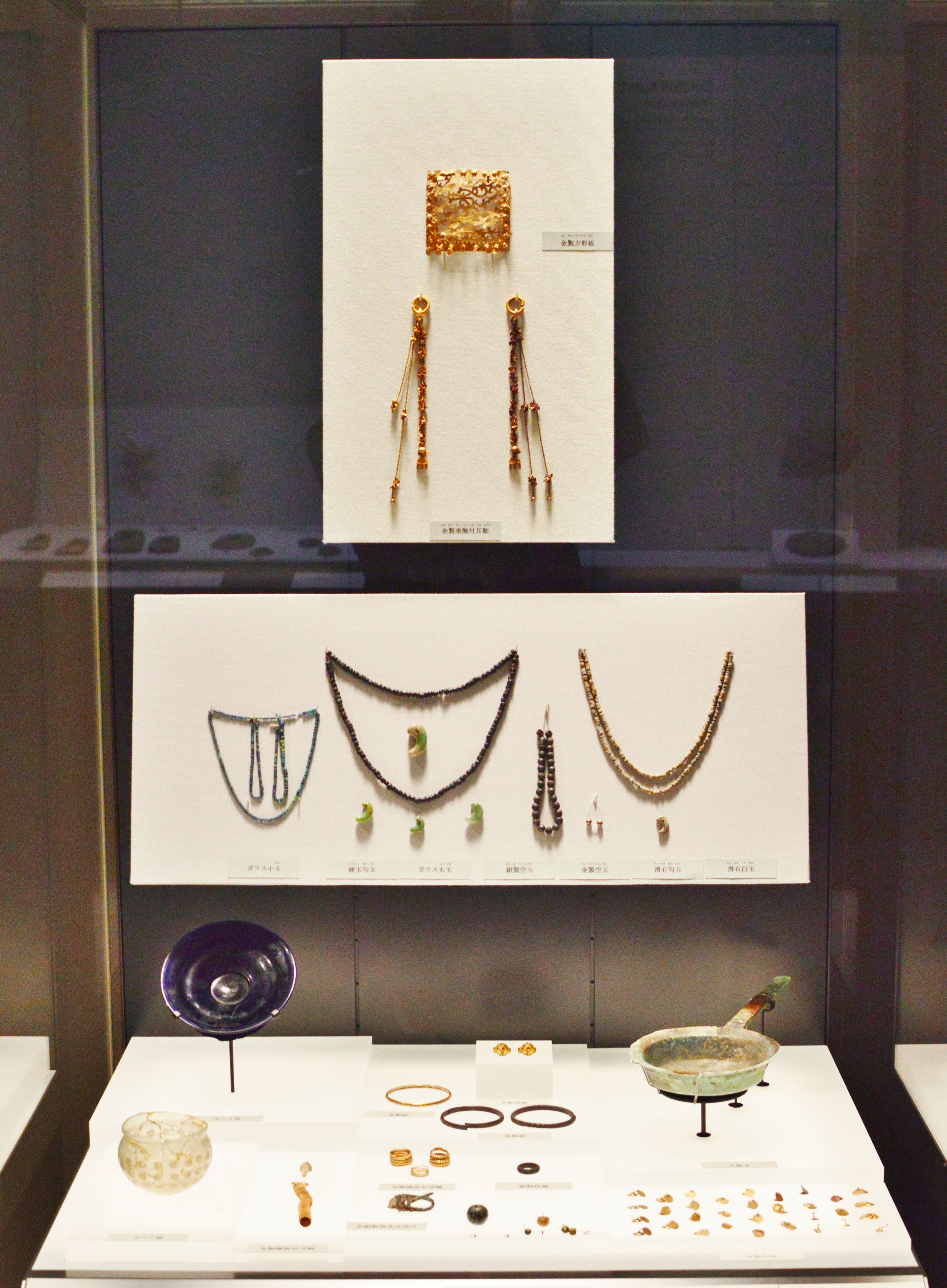
ヒスイ（硬玉）製勾玉を含む新沢千塚古墳群（奈良県）126号墳出土品（国の重要文化財）。

ヒスイ製勾玉（ヒスイせいまがたま）は、勾玉のうちヒスイ（翡翠）でできているものをさす。

## 概要
日本産のヒスイを、日本の工房で加工した物とされる。北海道の美々4号遺跡・ヲフキ遺跡、青森県の三内丸山遺跡・亀ヶ岡遺跡、新潟県の糸魚川の長者ヶ原遺跡・寺地遺跡、長野県の離山遺跡などから出土しており、縄文中期（BC5,000年）頃から作られていた。特に長者ヶ原遺跡や寺地遺跡からはヒスイ製勾玉とともにヒスイ加工工房も見つかっている。蛍光X線分析により三内丸山遺跡や北海道南部で出土するヒスイが糸魚川産であることがわかっており、縄文人が広い範囲で交易していた事実を示すと考えられている。

## 勾玉と外交
朝鮮半島では5世紀から6世紀にかけての新羅・百済・任那の勢力圏内で大量のヒスイ製勾玉が出土（高句麗の旧領では稀）しており、新羅の宝冠や耳飾などにヒスイ製勾玉が多く使用されている。このことから、戦前の日本の考古学者は、倭国の勢力範囲を示すモノと解釈していた。
戦後に至り、一時期、朝鮮から日本へ伝来したものという根拠に欠ける新解釈を提唱する学者も現れた。
しかし、勾玉に使われる宝石レベルのヒスイ（硬玉）の産地は、アジアでは日本とミャンマーにほぼ限られる事、朝鮮半島での出土例は日本より時期的にさかのぼるものが見られない事に加え、最新の化学組成の検査により朝鮮半島出土の勾玉が糸魚川周辺遺跡のものと同じ組成であることが判明し、倭から朝鮮半島へ伝播した事が明らかとなった。
中国の『後漢書』では「"出白珠青玉"（倭では真珠と青い玉が採れる）」と記されてあり、『魏志倭人伝』によると、「壱与が魏に2つの青い大きな勾玉（孔青大句珠二枚）を献上した」と記されている。また『隋書81巻 列伝46』によると、「新羅と百済は倭を珍しい文物の多い大国と崇め、倭へ使いを通わしている」と記しており、勾玉とくにヒスイ製勾玉が交易品として重要な意味を持っていたことがうかがわれる。

## その他
- 後世の記述となるが、『越後国風土記』（逸文）には、「八坂丹（やさかに）は玉の名なり。謂ふ、玉の色青し。故、青八坂丹の玉と云う也」と記されている。